# Pacte sino-soviétique
Cet article concerne le traité signé en 1950. Pour le traité signé en 1945, voir Traité d'amitié et d'alliance sino-soviétique.

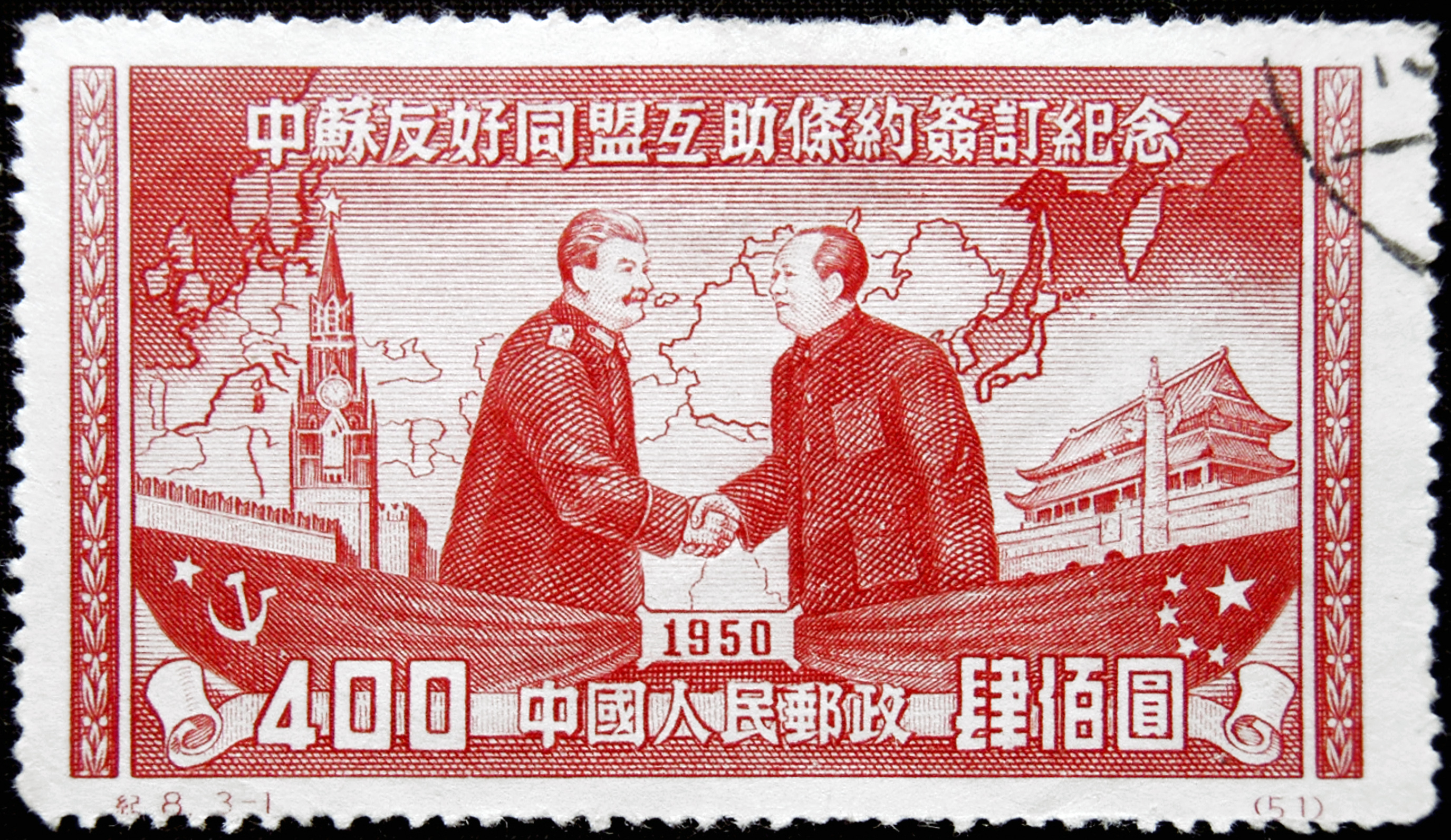
Timbre chinois de 1950.

Le pacte sino-soviétique est un traité d'amitié, d'alliance et d'assistance mutuelle signé le 14 février 1950, entre la Chine et l'URSS. Il a expiré le 15 février 1963.

## Contexte
Après la reconnaissance officielle de la Chine populaire de Mao par Staline le 2 octobre 1949, les deux grandes puissances communistes mondiales renforcent leur alliance à travers un pacte de coopération. Étant reconnue uniquement par les pays communistes, la Chine de Mao ne peut s'allier qu'avec l’URSS. Le traité s'accompagne d'un ensemble d'accords politiques et économiques (aide soviétique aux Chinois). Ce traité isole durablement la Chine de l’Occident. Elle « se tourne » vers ses frontières intérieures et « tourne le dos » à ses littoraux. En effet, Staline se méfiait de Mao-Tsétoung depuis les années 30, à cause de son refus d'appliquer ses conseils sur la stratégie d'accéder au pouvoir, en privilégiant la paysannerie sur la classe ouvrière, très faible en Chine.

## Nature du traité
Le traité de 1950 orientait délibérément l'économie de la Mandchourie et du Sinkiang vers l'Union soviétique. La Mandchourie disposait d'une part d'importantes mines de charbon et est située à proximité de la capitale Pékin ; d'autre part, l'Union soviétique gardait Port-Arthur comme base militaire.
Ce traité exprimait donc un rapport de forces très défavorable à la Chine et Mao y voyait une domination européenne de plus, dans la continuité des traités  que la Chine a subi tout au long des XIXe et XXe siècles de la part de la Russie et de la Grande-Bretagne.

## Évolution
De 1950 à 1953, lors de la guerre de Corée, la Chine et l'URSS sont les alliés de la Corée du Nord. Cependant, Staline, qui a déclenché la guerre, demande à Mao d'intervenir en lui promettant d'importantes livraisons d'armes, ce qu'il ne fit pas. Le seul soutien aérien qu'il obtint fut l'intervention de l'aviation soviétique, avec des chasseurs MIG-15 ultramodernes, mais pilotés par des Soviétiques, qui ne descendaient jamais au sud du 38e parallèle (frontière entre les deux Corées), pour éviter d'apporter une preuve aux Américains si un avion était abattu.
Nikita Khrouchtchev arrive au pouvoir en 1953 : issu de la paysannerie pauvre, ce n'est pas un intellectuel et Mao, très imbu de sa personne, le méprise. Aussi, Mao condamne les résolutions du 20e Congrès du PCUS contre Staline qui veut engager la coexistence pacifique avec l'Occident, ce que Mao condamne. En conséquence, à partir de 1958, cinq ans après la mort de Staline, les relations entre les deux pays se dégradent. Krouchtchev condamne le bellicisme chinois et refuse de leur fournir l'arme atomique.
En 1960, les relations économiques et l'aide technique sont mises en suspens. Enfin, la rupture intervient en 1963, notamment après le soutien soviétique à l'Inde lors de la guerre sino-indienne.